# Dance with Me Tonight
Dance with Me Tonight – drugi singel angielskiego wokalisty Olly’ego Mursa z płyty In Case You Didn't Know.
Utwór zyskał największą popularność w Wielkiej Brytanii, gdzie uplasował się na liście UK Singles Chart na pozycji #1, oraz w Irlandii na miejscu #2 na liście Irish Singles Chart. Autorami piosenki są Olly Murs, Claude Kelly i Steve Robson. Do singla został nakręcony teledysk, którego oficjalna premiera odbyła się 14 października 2011 roku na oficjalnym kanale Olly’ego na portalu YouTube; jego reżyserią zajął się Mark Lundin.

## Listy utworów i formaty singla
Digital EP:
1. „Dance with Me Tonight” – 3:23
2. „Dance with Me Tonight” (Cagedbaby Radio Edit) – 3:3
3. „Dance with Me Tonight” (Billionaire Remix) – 5:13
4. „Baby Blue Eyes” - 3:36

## Notowania
| Lista (2011–2012)                         | Najwyższa pozycja |
| ----------------------------------------- | ----------------- |
| Australia (ARIA)                          | 62                |
| Austria (Ö3 Austria Top 40)               | 65                |
| Chorwacja (Airplay Radio Chart)           | 14                |
| Belgia (Ultratip Flanders)                | 20                |
| Węgry (Rádiós Top 40)                     | 7                 |
| Irlandia (IRMA)                           | 2                 |
| Litwa (European Hit Radio)                | 6                 |
| Szkocja (Official Charts Company)         | 1                 |
| Wielka Brytania (Official Charts Company) | 1                 |

## Historia wydania
| Kraj            | Data              | Format           | Wytwórnia                |
| --------------- | ----------------- | ---------------- | ------------------------ |
| Irlandia        | 18 listopada 2011 | Digital download | Epic Records, Syco Music |
| Wielka Brytania | 18 listopada 2011 | Digital download | Epic Records, Syco Music |